# Thorunna purpuropedis
Thorunna purpuropedis is een zeenaaktslak die behoort tot de familie van de Chromodorididae. Deze slak komt enkel op de Enewetak-atol, nabij de Marshalleilanden. De naam purporopedis verwijst naar het Latijnse purpura (paars) en pes (voet), wat zoveel betekent als paarse voet, verwijzend naar de paarsachtig blauwe voet van de slak.
De slak is paars gekleurd, met een brede oranje mantelrand. De kieuwen en de rinoforen zijn oranje gekleurd. De voet van de slak is vrij puntig en paarsachtig blauw. Ze wordt, als ze volwassen is, zo'n 10 mm lang. Ze voeden zich met sponzen.